# Lambert Lombard
Lambert Lombard (Liegi, 1505 – Liegi, 1566) è stato un pittore belga.
Fu un artista del rinascimento nord-europeo. Molto eclettico dotato in pittura, architettura, incisione, lettere, storia e fondatore di una famosa accademia.
Proveniente da una famiglia non agiata, viaggiò in gioventù in Francia e Germania. Nel 1537 venne inviato a Roma dal Principe vescovo di Liegi Érard de La Marck al seguito di un cardinale inglese, per affinare la sua arte e per acquisire opere d'arte per il principe. Qui conobbe i grandi del rinascimento. Dominicus Lampsonius ne scrisse una biografia nel 1565.

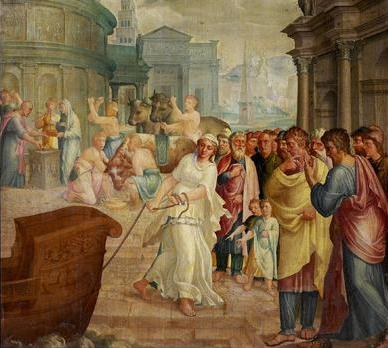
La vestale Claudia che tira la barca di Cybele, pittura del ciclo le donne virtuose.

Al suo ritorno fondò la prima Accademia d'Arte del nord Europa. Concorse alla ricostruzione della città di Liegi, e contribuì a introdurre nel principato l'architettura rinascimentale classica. Non firmando normalmente i propri lavori, oggi non si conoscono molte opere sicuramente attribuibili al pittore. Tra queste si annoverano: il ciclo delle Donne virtuose, una Moltiplicazione dei pani, un autoritratto, le vetrate della demolita cattedrale di San Lamberto di Liegi e circa 1000 disegni sparsi in varie collezioni, cui va aggiunta con buona probabilità la pala dell'altare maggiore della chiesa monastica di Santa Maria Assunta nell'eremo Cappuccino del Bigorio raffigurante la Madonna col Bambino con nello sfondo un paesaggio vallone.